# 2016年1月朝鮮核試驗
2016年1月朝鲜核武试验，指朝鮮民主主義人民共和國在咸鏡北道吉州郡豐溪里核設施基地豐溪里核試驗場進行的第四次核試驗，據悉發生於當地時間2016年1月6日大約上午10時（UTC+8:30/平壤時間）。北韓政府在當地時間中午12時發表「重大報導」，由朝鲜中央电视台主播李春姬親自播報。李春姬稱在最高領導人金正恩的指導下，成功完成氫彈試驗，也是北韓首次完成氫彈試驗。此次核試驗引發了矩震级5.1級地震，但相比其他各國的氢弹试爆，威力明顯過小，因而被國際懷疑并非真正的氢弹。
在进行核试验之时，位于中朝边界的吉林省延吉、珲春、长白县等地均有明显震感。爆炸被地震儀所記錄，特別是由於本次朝方未就試爆通知各國，因而地震訊息在早上10點多報導後引起全世界許多輿論，但中、韓、美等地震測定站則當下推定地震是屬於人造，議論直到北韓到中午出面證明才停止。有延吉市民反映，当时桌椅摇晃持续几秒，有单位对室内人员进行了疏散。延吉市第三高中操场地面出现裂纹，学生全部疏散，考试中断。

## 背景
朝鲜此前曾于2006年、2009年和2013年进行三次核试验，均遭到联合国安理会的抗议。
2015年10月，美国总统和韩国敦促朝鲜重启六方会谈。而在2015年12月，朝鲜最高领导人金正恩表示朝鲜已是拥有原子弹和氢弹的核强国，但遭到韩国官员和白宫的质疑。
在新年讲话中，金正恩表示朝鲜将为开展北南对话、改善北南关系而积极努力，他呼吁韩方珍视去年8月朝韩高级别会谈的协商精神，不要作出有损对话氛围的行为。金正恩在致辞中没有提及朝鲜核武力。这番谈话获得韩国执政党和主要在野党的欢迎。

## 外界对核试验的判断
2016年1月6日北京时间早上9点30分多国地震研究机构同时记录到了朝鲜丰溪里核试验场附近MW5.1級，震源深度0千米的地震。此次地震震级与地点和2013年朝鲜核试验相近，几乎立即被判断为朝鲜第4次核试验，并在稍后得到了朝鲜官方的肯定。朝鲜在声明中声称此次核试验为较之前三次核试验技术难度更大的氢弹试验。
中国科学技术大学的课题组根据分析地震仪观测记录，确认朝鲜进行了一次地下核试验。研究表明，朝鲜2016年核爆中心位于北纬41度17分52.80秒、东经129度4分17.40秒，定位误差为50米；此次核爆当量约为11.3±4.2千吨。朝鲜2016年核爆地点位于其2013年核爆地点800米以北、400米以西，其当量略低于其2013年核爆。中国科学院地质与地球物理研究所的研究小组通过分析振幅特征与Pg/Lg，Pn/Lg和Pn/Sn的傅立叶频谱也确认了此次地震是一次人为爆炸事件，相应的地震学当量为3.58千吨。而美国情报机构则判断此次核试验的当量约在5千吨-7千吨之间。
据韩国情报部门分析朝鲜进行第二轮和第三轮核试验的深度分别为地下480米和330米，而这次朝鲜从丰溪里核试验场二号坑道入口（海拔1410米）挖掘了一条水平距离长达2060米的隧道，进行核试验的地方位于山顶附近（海拔2180米）770米深的地下。看过研究中心资料的政府当局人士说“朝鲜选择比第三轮更深的地方进行核试验，是担心此次试验会造成相当于原子弹数十倍的冲击波，但事实探测到的数据显示，这次试验的强度反而要比第三轮更小（第三轮试验的80%），从侧面说明朝鲜曾试图进行氢弹试验，但最终失败了”。

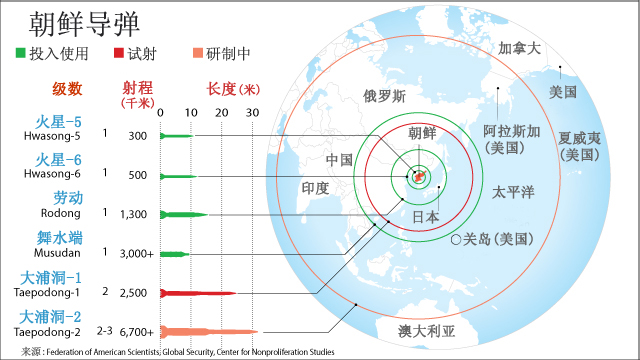
朝鲜导弹类型及射程示意图

各方面多数认定朝鲜实施了第四次核试验确为事实，但氢弹的次级没有被引爆，或者此次试验是被称为“助爆型”的增强型原子弹爆炸试验，而非朝鲜所称的氢弹，即便如此作为助爆剂的聚变材料核聚变反应是否被触发仍是疑问（事后韩国核能安全所在空气采样中检测出了可能来自核裂变反应的氙，但没有提及检出核聚变的特征产物氦）。专家分析认为朝鲜核武器开发取得切实进展，可谓是向着氢弹又迈进了一步，并给出了不应疏忽的警告。
|                                             | 我认为他们（朝鲜）技术上没有进步...他们所做的一切是在扰乱人心和挑衅...我们正密切关注事态的发展... |
| ——美国导弹防御局主管James D. Syring海军中将 |                                                                                                   |

韓國新世界黨議員河泰慶表示這次核試驗目的是為在5月召開的朝鮮勞動黨第七次代表大會上推舉金正恩為主席和總書記而建立相應的核心業績。為了這次核試驗，金正恩從2015年下半年開始督促氫彈研發小組，以期在2016年年初完成氫彈。但為了政治原因趕造氫彈質量拙劣，試驗實際上以失敗告終，為此金正恩試圖掩蓋事實真相。
但戰略專家布热津斯基表示必須思考一種低可能性但恐怖的真相，就是該小當量爆炸確實是一枚氫彈，之所以較小威力是因為做得很小，也就是冷戰傳聞中的手提箱核彈或是至少能用小卡車載運的核武，這種核彈並不是北韓自己要使用的，而是用來販賣的，因為恐怖組織沒有大型載具投放核武，小型核彈反而方便攻擊。
中共中央党校战略研究所教授张琏瑰则解读称对此次核试验，如何影響中國韩国關係的基本判断是：第四次核试验是一个坎儿，朝鲜的核问题已经触底，到达“最危险的边缘”，朝鲜的核武器对韩国已构成严重现实威胁。因此，韩国认为，朝核问题到了“必须解决”的时候。加之事后朴槿惠与韩国国防部长试图通过热线与中国方面沟通都没有接通，使朴槿惠对中国的看法突然出现了180度转弯。最终导致了7月8日韩国同意美军将THAAD系统部署到朝鲜半岛。
| 朝鲜核试验 | 震级  | 震级       | 震级   | 当量估算   | 当量估算 | 当量估算 |
| 朝鲜核试验 | USGS  | 中国地震局 | CTBTO  | 中科大     | 中科院   | 其他     |
| ---------- | ----- | ---------- | ------ | ---------- | -------- | -------- |
| 2006       | MW4.3 |            | Mb4.1  |            | 0.48kt   | 0.8kt    |
| 2009       | MW4.7 | ML4.5      | Mb4.5  | 7.0±1.9kt  | 2.35kt   | “几千吨” |
| 2013       | MW5.1 | ML4.9      | Mb4.9  | 12.2±3.8kt | 7.47kt   | 6-9kt    |
| 2016.1     | MW5.1 | ML4.9      | Mb4.85 | 11.3±4.2kt | 3.58kt   | 5-7kt    |

## 反应

### 朝鲜国内反应
在进行此次核试验后，朝鲜最高领导人金正恩称，朝鲜的氢弹试验是一个“保障朝鲜半岛和平与区域安全的自卫性措施”，是主权国家的合法权利，也是堂堂正正的行为。1月8日（即金正恩的生日），朝鲜发动民众在金日成广场上庆祝朝鲜氢弹试验成功。朝鲜民间对发布消息的方式及核试验的巨额花费普遍存在不满情绪。实验过后，朝鲜劳动党中央委员会下达了“彻底切断边境地区非法渡江和电话通话”的指示，道国家安全保卫部、道人民保安局、边境警备队展开联合行动加强了边境地区的警戒，取缔跟中国的电话通信。

### 国际反应
- 大韓民國：大韓民國政府1月6日发表声明，谴责朝鲜进行氢弹试验，同时敦促朝鲜以不可逆的方法销毁全部核武，并将采取包括联合国安理会层面的制裁措施等所有应对手段[33]。声明还表示，韩国政府将维持万无一失的应对态势，以应对朝鲜进一步可能威胁国民生命和国家安全的任何挑衅。
- 中华人民共和国：中华人民共和国外交部发言人华春莹表示，中国政府坚决反对此次核试验，并强烈敦促朝方信守无核化承诺，停止采取任何恶化局势的行动。华春莹还表示，中方将坚定推进朝鲜半岛无核化目标，坚持透過六方会谈框架解决半岛核问题[34]。並表示，北京事前並不知道北韓要進行氫彈測試，中方堅決反對朝方行動[35]。而外交部长王毅表示，中方坚定维护国际核不扩散体制，对于朝鲜不顾国际社会反对，再次进行核试验，中国政府已通过外交部声明表明立场[36]。另外，中华人民共和国环保部核与辐射安全中心初步分析认为，朝鲜本次核试验不会造成环境污染[37]。
- 日本：日本首相安倍晉三表示，這是重大威脅，強烈譴責北韓的行徑。日本研究北韓問題的專家、靜岡縣立大學教授伊豆見元在NHK新聞節目評論說，情況令人擔憂，北韓自己選擇了遭國際孤立的路線，北韓的不可預測性極大，日本可能要改變以往的看法，更提高警覺[38]。
- 美国：美国白宫表示将对挑衅行为作出适当回应，并保卫其盟国[39]。唐纳德·特朗普认为美国应该向中国施压，使其逼令朝鲜撤回核武研究。马可·卢比奥指出此次核试验是巴拉克·奧巴馬和希拉里·克林頓的外交政策失败的又一个最新例子。[40]在进行此次核试验后，韩美军方迅速讨论了向朝鲜半岛出动美军战略力量的问题。1月10日，美军B-52轰炸机入侵朝鲜半岛空域[41]，此举是對朝鮮的此次核試驗發出警示[42]。
- 法國：法国总统奥朗德表示，称此次试验是一种“无法接受的违背联合国决议的行为”[39]。
- 英国：英国外交大臣哈蒙德回应称，朝鲜的氢弹试验即是“挑衅”，并表示对此“毫无保留地予以谴责”。同时批评朝鲜此举严重违反联合国安理会决议[39]。
- 加拿大：加拿大外交部长斯特凡·迪翁表示，称强烈谴责此次核试验，并形容这是“鲁莽行为”，违反了国际协定[43]。
- 俄羅斯：俄罗斯总统新闻秘书德米特里·佩斯科夫表示，莫斯科（俄当局）对朝鲜进行氢弹试爆的信息表示极度担忧[44]。而俄罗斯总统普京责成仔细研究包括地震测量站在内的所有测量站记录，并在试爆信息得到证实的情况下对形势进行分析。另外，俄罗斯外交部表示，朝鲜宣布进行核试验会激化朝鲜半岛局势[45]。
- 中華民國：中華民國外交部發表聲明，對北韓當局漠視聯合國安理會第1718、1874及2094號決議，不顧國際社會勸阻，仍肆行第4次核試行為表達嚴正譴責及關切[46]。
- 印度：印度对外事务部發言人维卡斯·史瓦卢普说，这是朝鲜再次采取了违反国际承诺的行动。印度呼吁朝鲜不要从事这样的行动，以免对和平与稳定的国际环境产生不利影响[47]。
- ：澳大利亚聯邦外交部长朱莉·毕晓普发表声明称，澳大利亚对于朝鲜氢弹试验成功一事表示严重关切，并强调此次核试验证明了朝鲜是对国际和平和稳定的持续威胁，澳大利亚将加大对朝制裁[48]。
- 新加坡：新加坡外交部发表声明称，该国对朝鲜氢弹试验表示关切[49]。
- 联合国：联合国安理会在声明中表示，安理会成员强烈谴责本次核试验，且此次核试验明显违反安理会第1718、第1874、第2087和第2094号决议[50]。联合国秘书长潘基文表示，对朝鲜宣布进行此次核实验予以强烈谴责[51]。而国际原子能机构和全面禁止核试验条约组织表示，如果这一核试验得到证实，将意味着明显违反了联合国安理会的决议[52]。安理会于美国东部时间2016年3月2日全票通过第2270号决议，对朝鲜实施严厉制裁[53]。
- 欧盟：欧盟外交和安全政策高级代表莫盖里尼发表声明指出，如果朝鲜进行此次核试验行为属实，则此举将是朝鲜对其遵守联合国安理会决议的国际承诺的严重违背，并将对整个东北亚地区的和平和稳定构成威胁[54]。
- 北大西洋公约组织：北约秘书长延斯·斯托尔滕贝格发表声明称，朝鲜宣布核试验是在破坏地区乃至国际的稳定，他同时呼吁朝鲜开启无核化的谈判[54]。